# Schönbichler Horn
Das Schönbichler Horn ist ein 3134 m ü. A. hoher Gipfel in den Zillertaler Alpen, im österreichischen Bundesland Tirol. Es ist Bestandteil des von Nordwest nach Südost verlaufenden Greinerkammes. Das Schönbichler Horn ist einer der meistbestiegenen Dreitausender der Zillertaler Alpen, da kurz unterhalb seines Gipfels der vielbegangene Berliner Höhenweg (mit Stempelstelle für Fernwanderer) verläuft. Anton von Ruthner berichtete, dass der Berg anlässlich der Landesvermessung seit 1853 bestiegen wurde, und erneut im Rahmen der militärischen Kartografie.

## Lage und Umgebung

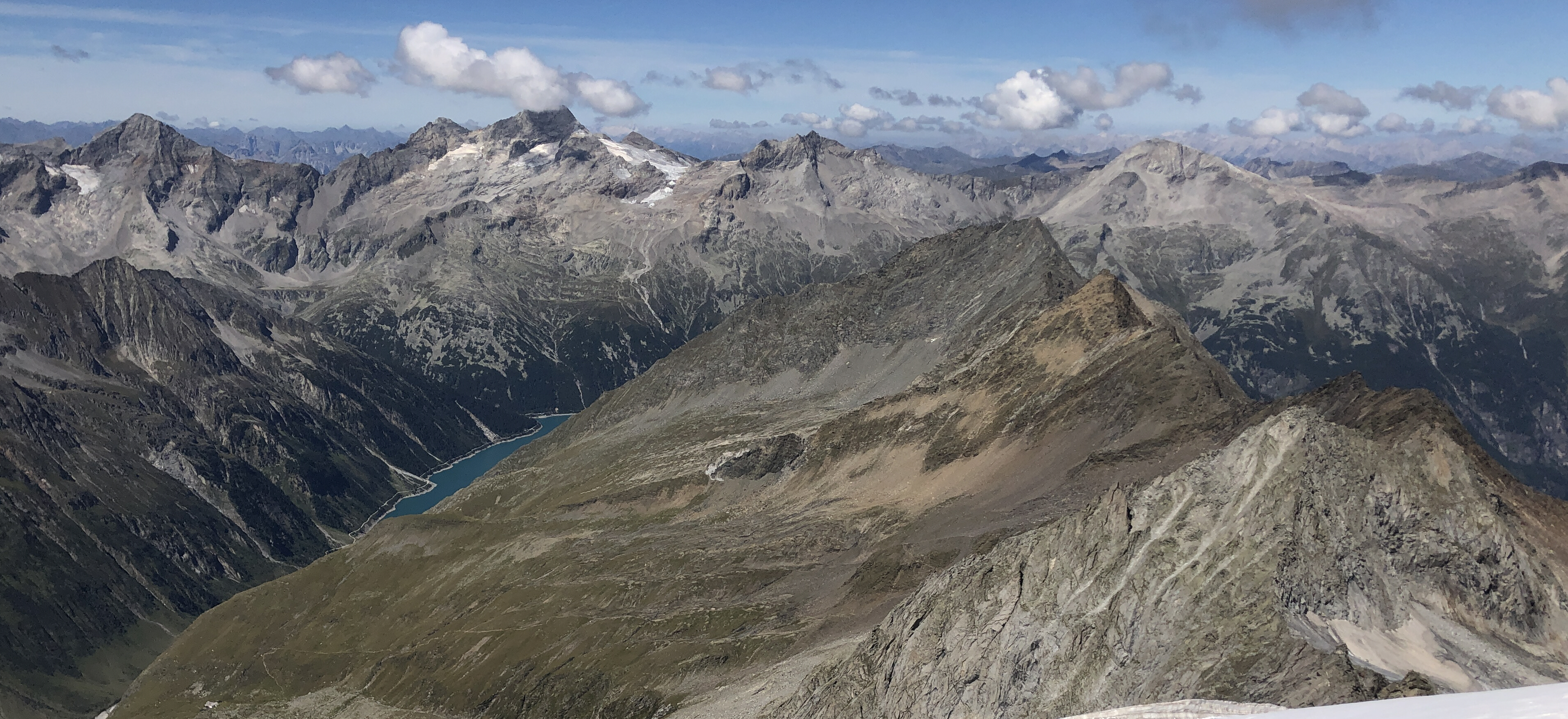
Schönbichler Horn von Süden (vorn rechts die Furtschaglspitze, direkt rechts dahinter der Gipfel des Horns), links der Schlegeisspeicher mit dem Schlegeisgrund, vorne links das Furtschaglhaus mit dem Aufstiegsweg zum Gipfel, hinten (von links nach rechts) Schrammacher, Alpeiner Scharte (Übergang zur Geraer Hütte und Wipptal), Fußstein, Olperer, Großer Kaserer, Gefrorene-Wand-Spitzen, Friesenbergscharte (Übergang ins Tuxer Tal), davor Friesenbergsee mit Friesenberghaus, Hoher Riffler und Realspitze

Das Schönbichler Horn liegt 3,5 Kilometer Luftlinie östlich des südöstlichen Endes des Schlegeisspeichers. Benachbarte Gipfel sind im Nordwesten im Verlauf des Greinerkammes die Talggenköpfe mit bis zu 3179 m, im Süden, getrennt durch die Schönbichler Scharte (3081 m), die 3190 m hohe Furtschaglspitze. Zwei größere Gletscher stoßen an das Schönbichler Horn. Im Norden und Osten liegt das ausgedehnte Waxeggkees, im Süden das Furtschaglkees, das als Teil des Schlegeiskees eine Ost-West-Ausdehnung von über vier Kilometern aufweist.

## Stützpunkte und Besteigung
Durch den Verlauf des Berliner Höhenwegs, der die Schutzhütten Furtschaglhaus (2293 m) im Südwesten und Berliner Hütte (2042 m) im Nordosten verbindet, kann das Schönbichler Horn von beiden Richtungen her leicht begangen werden. Im oberen Bereich unterhalb des Gipfels befinden sich an beiden Seiten Drahtseilversicherungen. Vom Furtschaglhaus dauert der Anstieg, laut Literatur, gut 2½ Stunden, von der Berliner Hütte 3 Stunden. Vom Schönbichler Horn aus sind die Einstiege für viele Klettertouren zur Furtschaglspitze, den Talggenköpfen, sowie zum Großen Greiner (3201 m) zu erreichen.